# Turbo Kid
Turbo Kid este un film postapocaliptic gore de acțiune și romantic din 2015 scris și regizat de François Simard, Anouk Whissell și Yoann-Karl Whissell. Rolurile principale au fost interpretate de actorii Munro Chambers, Laurence Leboeuf, Michael Ironside, Edwin Wright, Aaron Jeffery și Romano Orzari. Filmul a fost lansat la 28 august 2015 de către Epic Pictures Group. Acțiunea filmului are loc în anul 1997 și filmul este realizat în stilul anilor 1990.

## Prezentare
Într-o lume răvășită de apocalipsă, un băiat fascinat de benzi desenate a supraviețuit iernii nucleare schimbând obiectele pe care le-a găsit cu apa ce se găsește în ruinele Wasteland.
După ce prietena sa Apple este răpită de Skeletron, omul maleficului Zeus, băiatul este forțat să-și înfrunte temerile și să se transforme într-un erou.

## Distribuție
- Munro Chambers - The Kid
- Laurence Leboeuf - Apple
- Michael Ironside - Zeus
- Edwin Wright - Skeletron
- Aaron Jeffery - Frederic
- Romano Orzari - Bagu
- Orphée Ladouceur - Female Guard
- Steeve Léonard - Scout
- Yves Corbeil - Turbo Général
- Evan Manoukian - Young the Kid
- Anouk Whissell - mama
- François Simard - tatăl
- Tyler Hall - Bounty Hunter
- Martin Paquette - Giant Warrior
- Pierre Sigouin - fratele lui Frederick

## Primire
Turbo Kid a beneficiat de recenzii pozitive ale criticilor de film. Pe site-ul Rotten Tomatoes, filmul are un rating de 91%, pe baza a 55  de recenzii, cu o medie de 7.10/10. Pe Metacritic, filmul are un scor  de 60 din 100, pe baza a 6 recenzii, indicând "recenzii mixte sau medii".